# والتر شلنبرگ
والتر فریدریش شلنبرگ (به آلمانی: Walter Schellenberg) (۱۶ ژانویه ۱۹۱۰ – ۳۱ مارس ۱۹۵۲) یک نظامی آلمانی در دوره رایش سوم و آخرین رئیس سازمان اطلاعات آلمان نازی بود. وی نویسنده کتاب سیاه بود.